# Schwarzbachtal bei Götzenberg
Das Naturschutzgebiet Schwarzbachtal bei Götzenberg liegt auf dem Gebiet der Stadt Ratingen im Kreis Mettmann in Nordrhein-Westfalen.
Das aus drei Teilflächen bestehende Gebiet erstreckt sich südöstlich der Kernstadt von Ratingen zu beiden Seiten der A 3  entlang des Schwarzbaches. Nördlich des Gebietes verläuft  die Landesstraße L 422, östlich die L 156 und südwestlich die L 239. Östlich des Gebietes erstreckt sich das Gelände des Golf Clubs Grevenmühle und nordwestlich das des Düsseldorfer Golf Clubs.

## Bedeutung
Das etwa 53,9 ha große Gebiet wurde im Jahr 1984 unter der Schlüsselnummer ME-011 unter Naturschutz gestellt. Das Naturschutzgebiet umfasst einen zentralen Abschnitt des Schwarzbachtales, der durch einen Komplex aus z. T. feuchtem Grünland und Grünlandbrachen, Röhrichtbeständen, Kleingewässern, Auenwäldern, Hainsimsen-Buchenwäldern und Laubmischwäldern gekennzeichnet ist. Der Schwarzbach weist innerhalb des Gebietes auf nahezu seiner gesamten Lauflänge einen naturnahen Charakter auf. Naturnahe Quellbereiche existieren sowohl am Beginn von Nebenzuflüssen des Schwarzbaches als auch in den quelligen Auwäldern und Nassgrünlandflächen. In der schmalen Bachaue dominieren Eschen- und Erlen-Auenwälder.
Etliche seltene und besonders schützenswerte Tierarten finden sich im Schwarzbachtal: An Vogelarten sind dies Sumpf- und Teichrohrsänger, Goldammer, Rohrammer, Gebirgsstelze und Wasseramsel brüten hier, der Eisvogel ist Nahrungsgast. Das Gebiet hat eine hohe Bedeutung für Amphibien und Reptilien, wie die Ringelnatter. Zahlreiche seltene Pflanzenarten – teils Arten der  der Roten Liste NRW – kommen hier vor: Sumpf-Dotterblume, Sumpf-Schwertlilie, Blasensegge, Wasser-Greiskraut, Wiesen-Kammgras, und Wechselblättriges Milzkraut.
Schutzziele sind
- die Erhaltung und Entwicklung der Buchenwälder mit Altholzbeständen und einem ausreichenden Anteil an starkem Totholz,
- der Umbau der Hybridpappeln auf Auenstandort in standortgerechte Waldgesellschaften,
- das Offenhalten des brachfallenden Feuchtgrünlandes und der Röhrichte,
- der Erhalt und die Wiederherstellung des extensiv genutzten Feuchtgrünlandes,
- das Anlegen neuer Kleingewässer und der Schutz der Quellbereiche,
- die Erhaltung der naturnahen Bachläufe und die Renaturierung der begradigten Gewässerabschnitte,
- die Bekämpfung des Riesen-Bärenklaus und die Förderung der Habitate der Ringelnatter.[4]

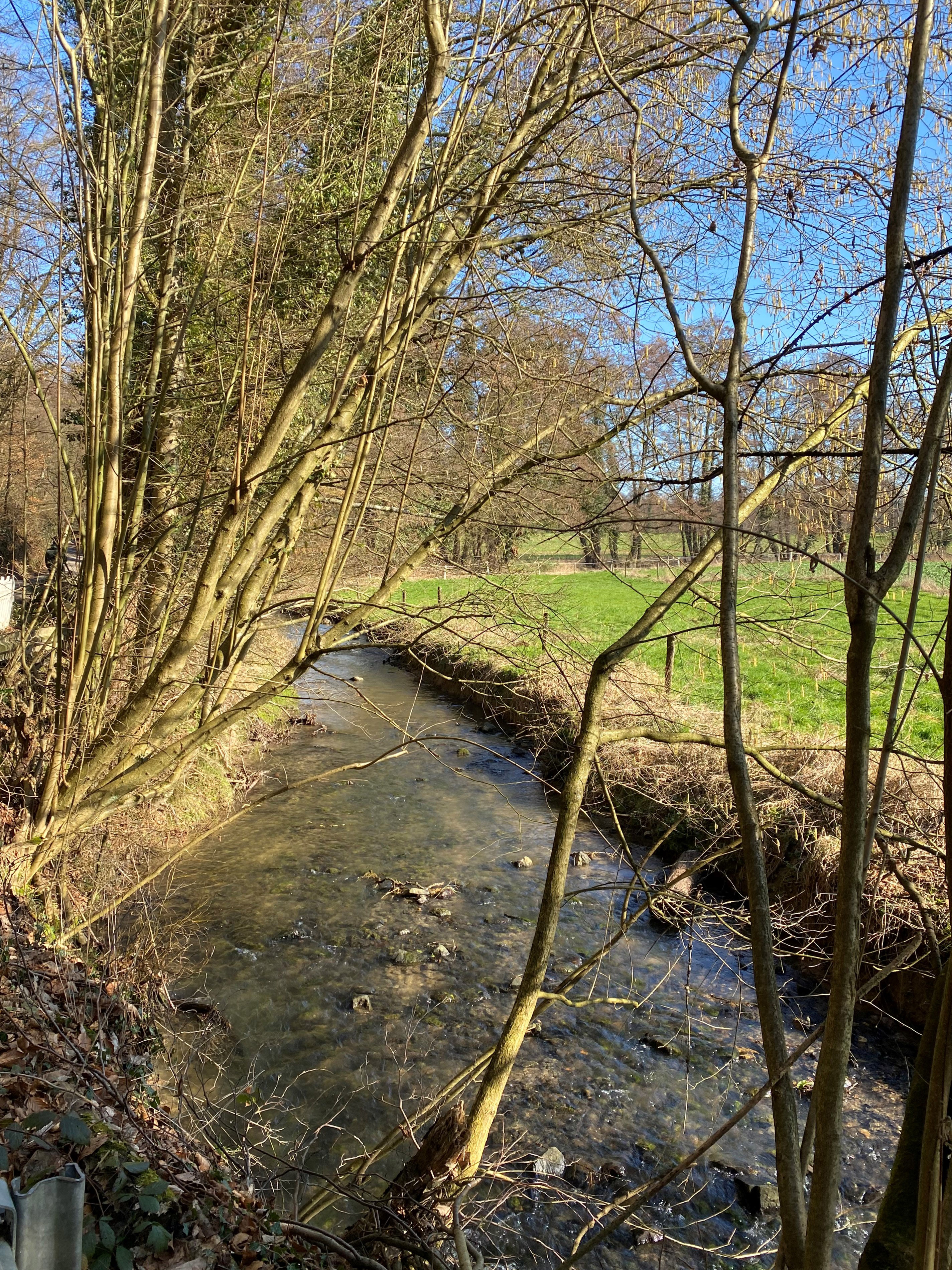
Schwarzbachtal bei Götzenberg
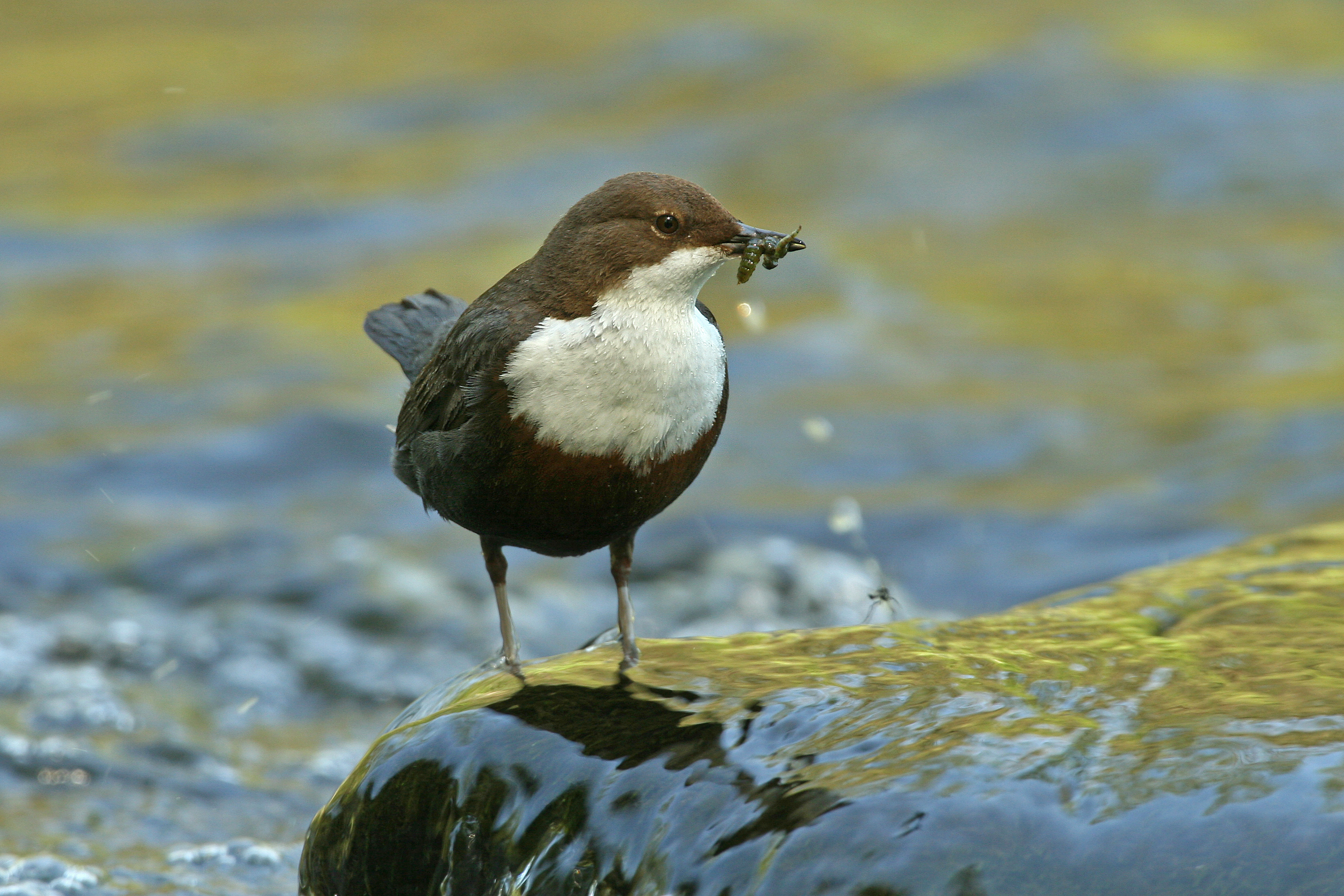
Wasseramsel (Cinclus cinclus)
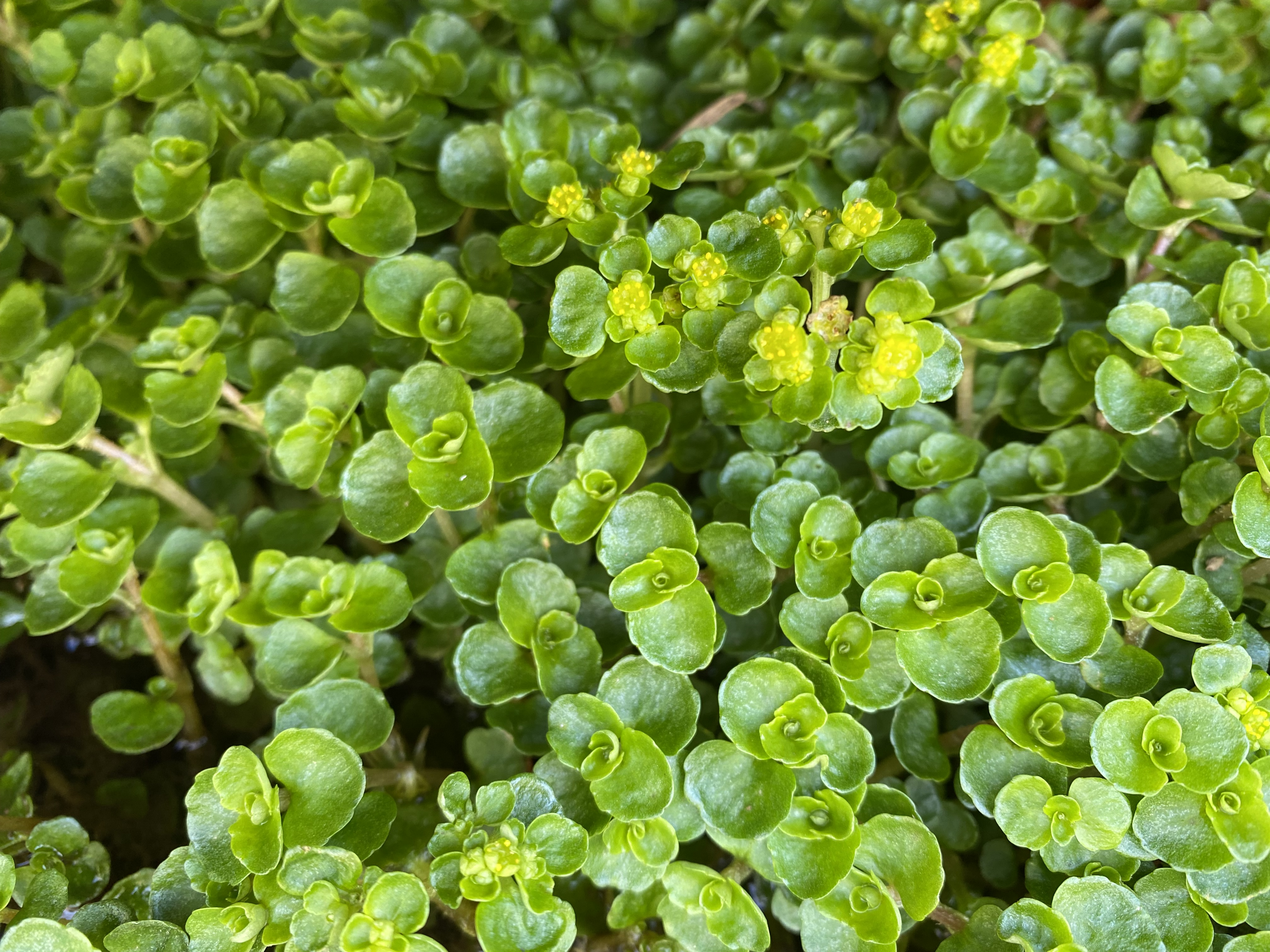
Wechselblättriges Milzkraut (Chrysosplenium alternifolium)
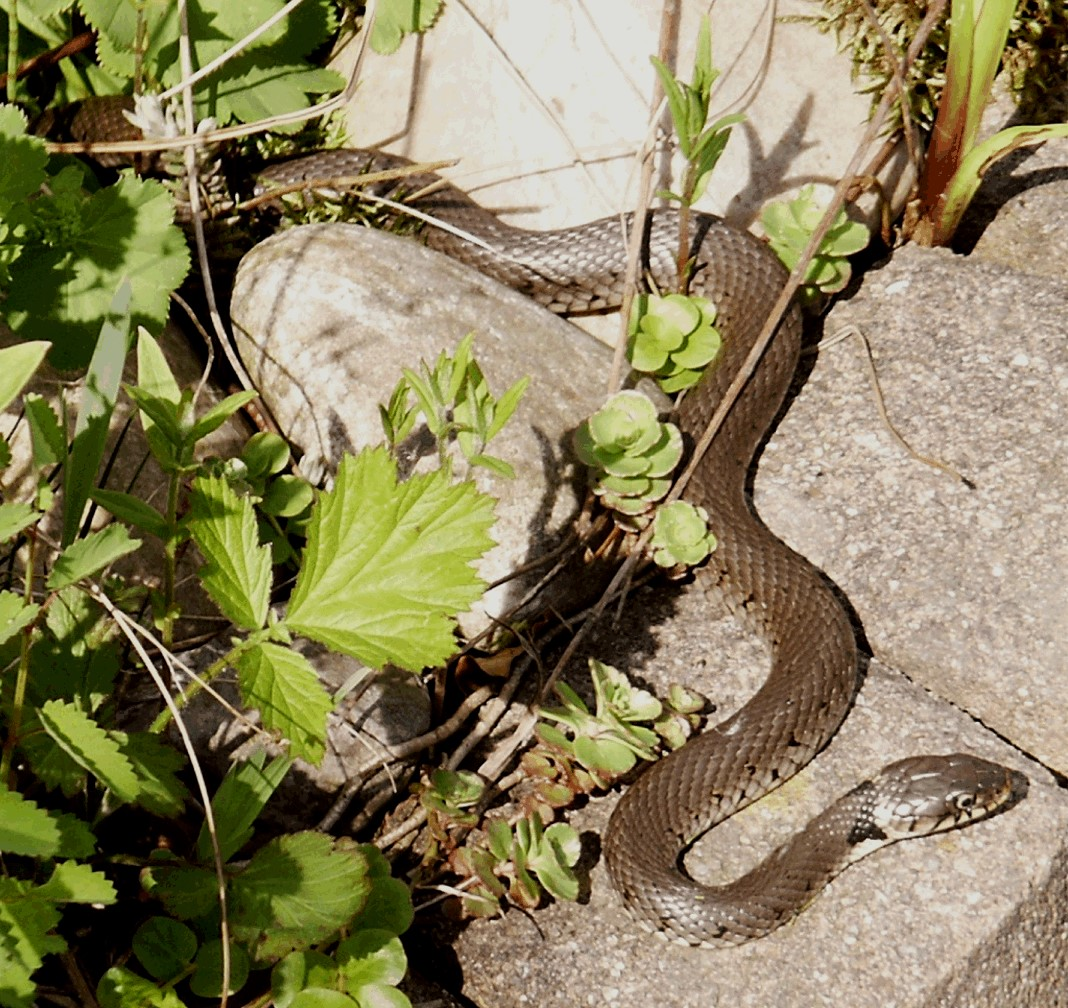
Ringelnatter (Natrix natrix)
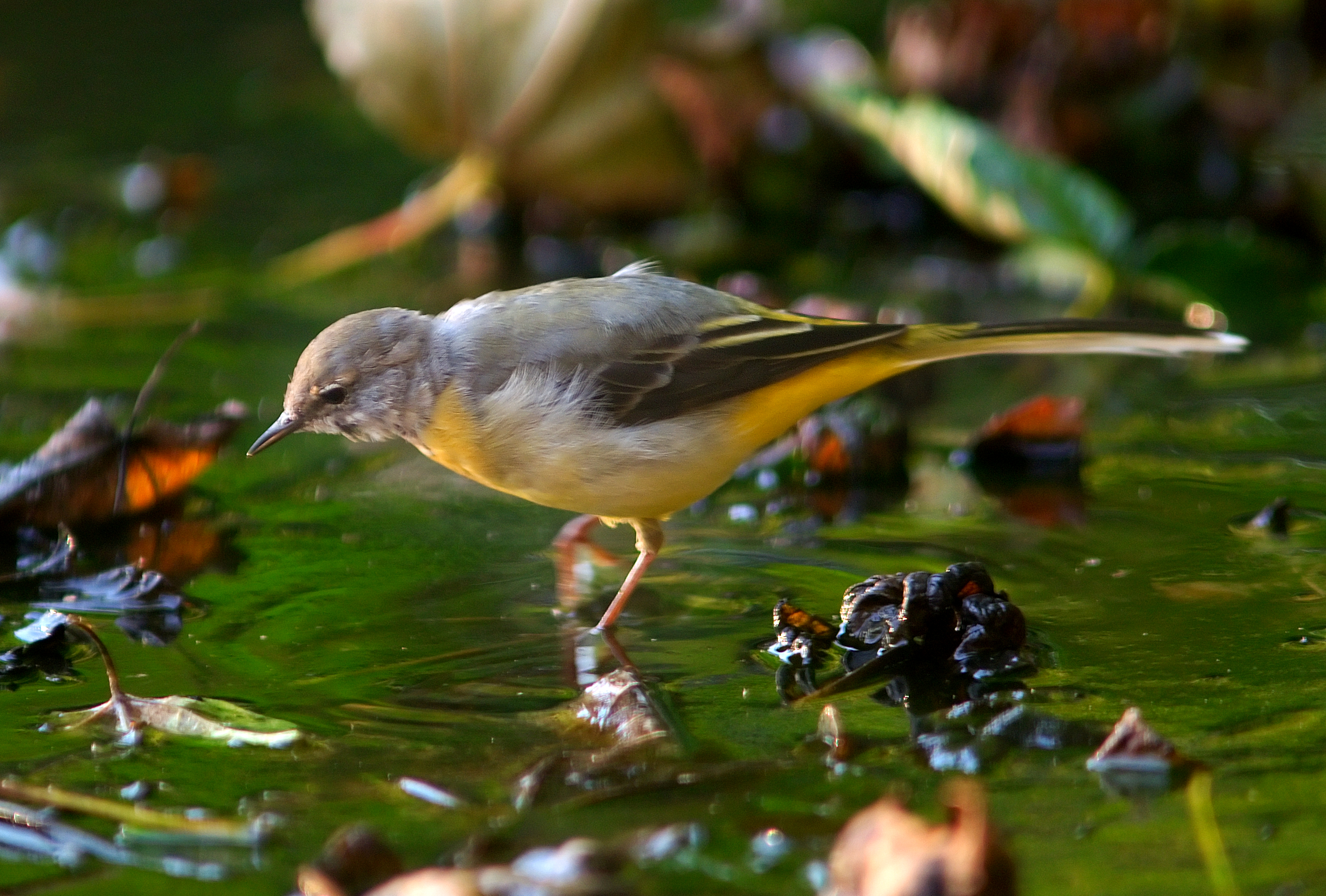
Gebirgsstelze (Motacilla cinerea)
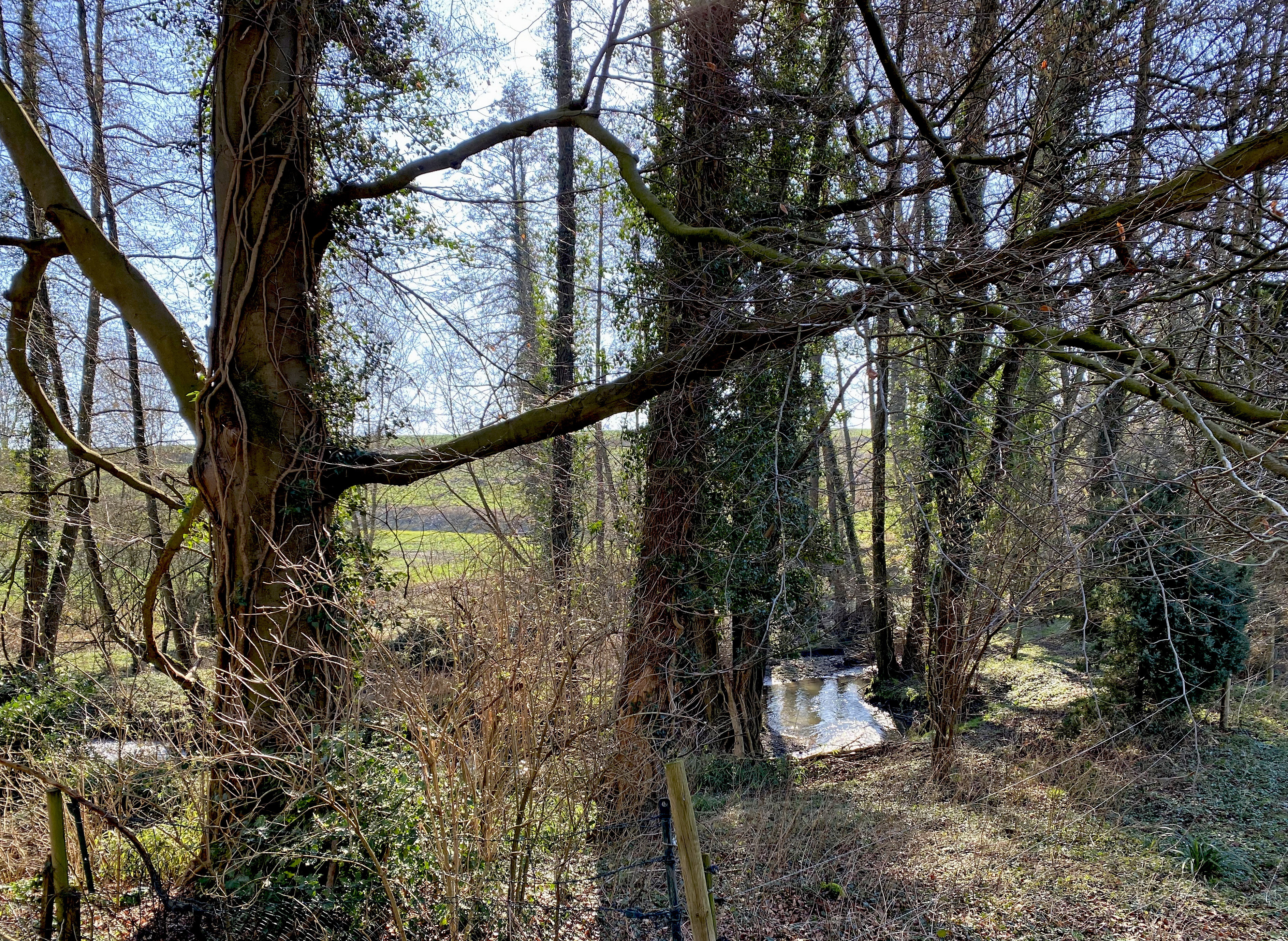
Schwarzbachtal bei Götzenberg
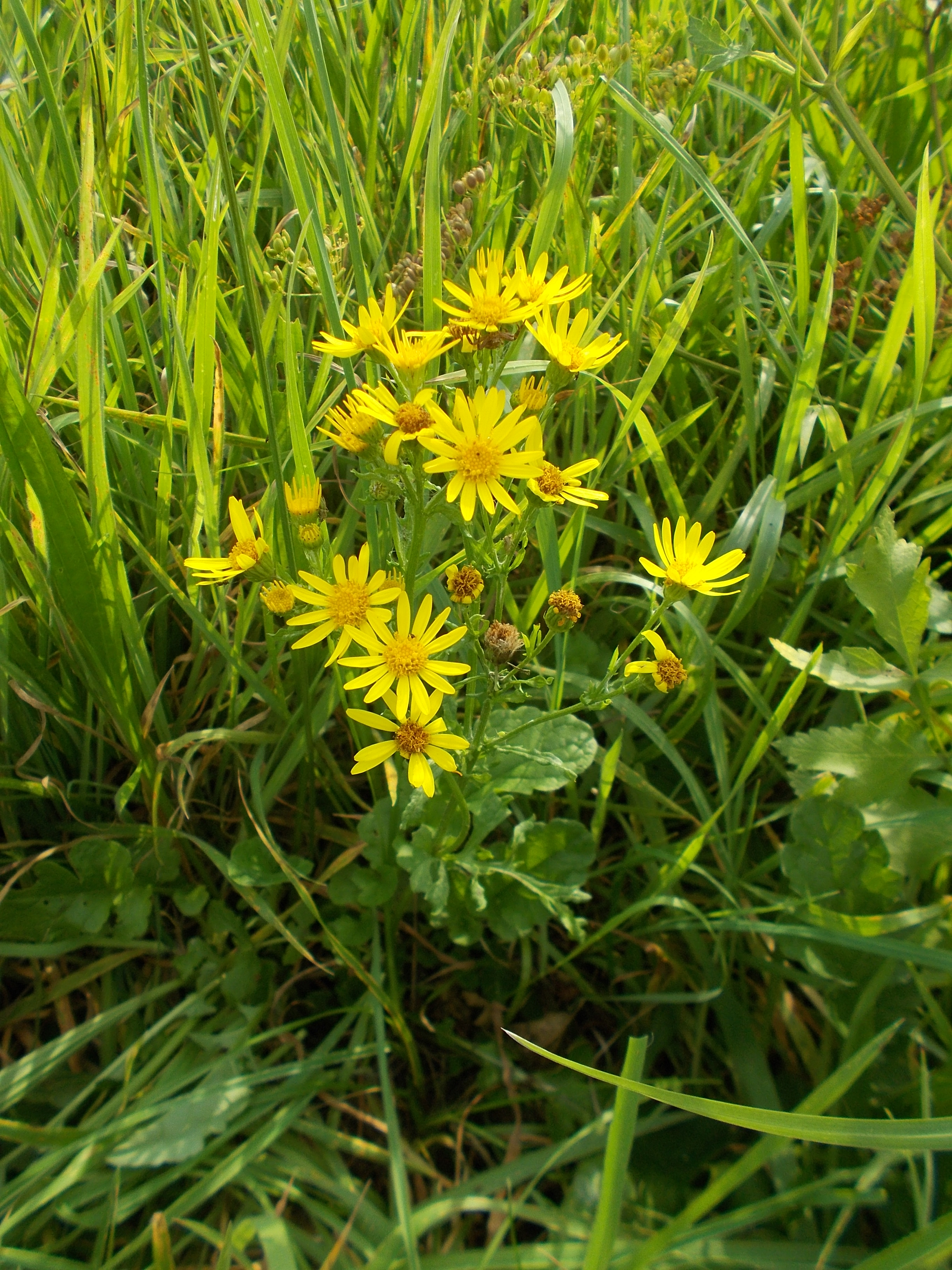
Wasser-Greiskraut (Senecio aquaticus)
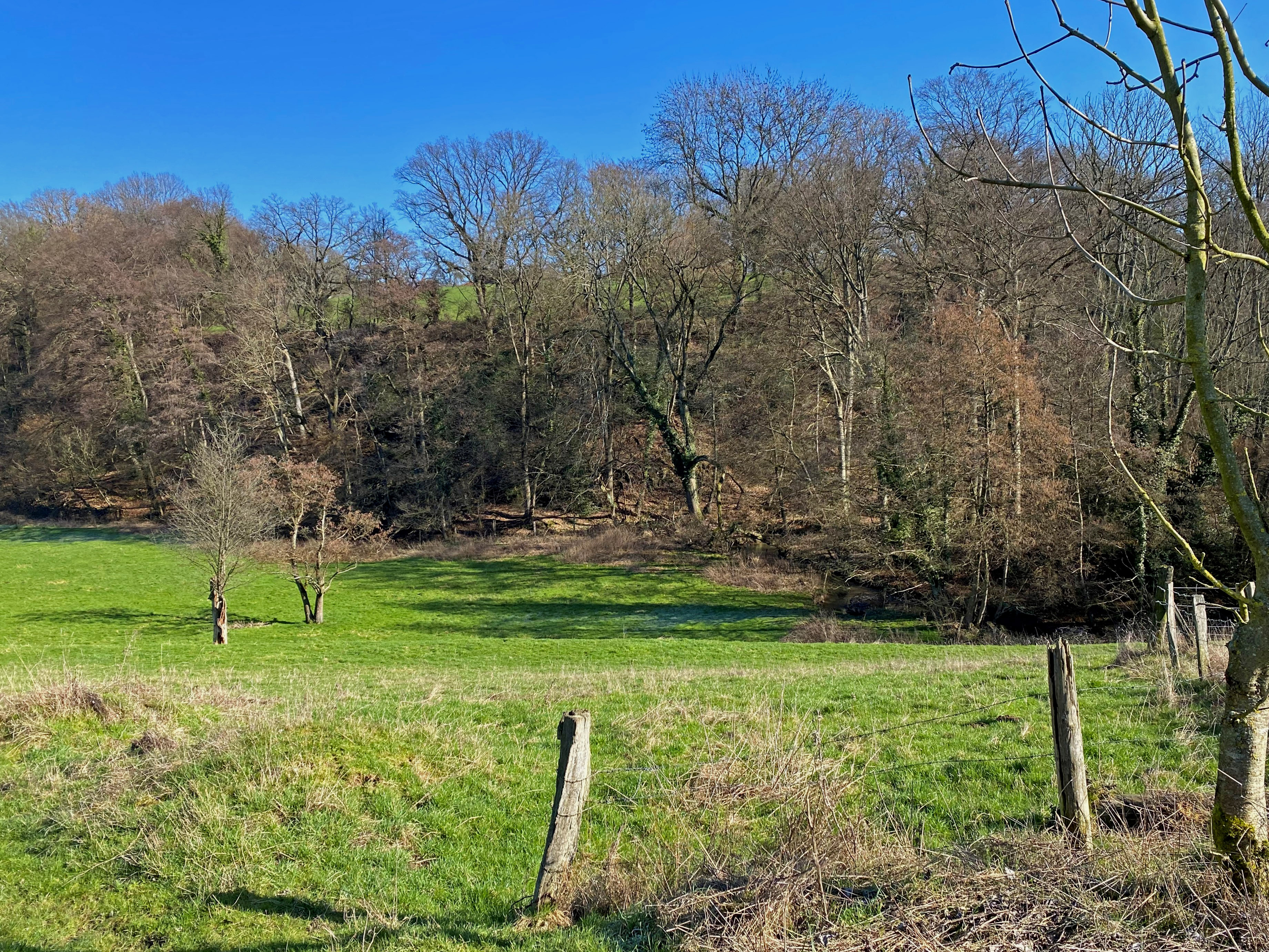
Schwarzbachtal östl. A3 und südl. Götzenberg